# Élections législatives de 1877 dans l'Allier
Les élections législatives de 1877 ont eu lieu les 14 et 28 octobre 1877.

## Députés élus
|   | Circonscription  | Député élu               |  | Groupe parlementaire | Député élu               |  | Groupe parlementaire |
| - | ---------------- | ------------------------ |  | -------------------- | ------------------------ |  | -------------------- |
| 1 | Gannat           | Alfred Adrian            |  | Union républicaine   | Émile Bonnaud            |  | Gauche républicaine  |
| 2 | La Palisse       | Victor André Cornil      |  | UR et GR             | Victor André Cornil      |  | UR et GR             |
| 3 | 1re de Montluçon | Joseph Chantemille       |  | Union républicaine   | Joseph Chantemille       |  | Gauche républicaine  |
| 4 | 2e de Montluçon  | Jean-Baptiste Defoulenay |  | Centre gauche        | Jean-Baptiste Defoulenay |  | Centre gauche        |
| 5 | 1re de Moulins   | Louis Laussedat          |  | Union républicaine   | Louis Laussedat          |  | Union républicaine   |
| 6 | 2e de Moulins    | Sosthène Patissier       |  | Centre gauche        | Sosthène Patissier       |  | Centre gauche        |

## Résultats à l'échelle du département
| Partis                   | Partis                     | Premier tour | Premier tour | Sièges |
| Partis                   | Partis                     | Voix         | %            | Sièges |
| ------------------------ | -------------------------- | ------------ | ------------ | ------ |
|                          | Républicains modérés       | 30 488       | 33,56        | 3      |
|                          | Bonapartistes              | 18 895       | 20,80        | 0      |
|                          | Légitimistes               | 18 006       | 19,82        | 0      |
|                          | Républicains conservateurs | 17 243       | 18,98        | 2      |
|                          | Républicains radicaux      | 5 641        | 6,21         | 1      |
|                          | Divers                     | 583          | 0,64         |        |
|                          |                            |              |              |        |
| Inscrits / Participation | Inscrits / Participation   | 110 759      | 100,00       | 6      |
| Votants                  | Votants                    | 91 777       | 82,86        |        |
| Abstentions              | Abstentions                | 18 982       | 17,14        |        |
| Blancs et nuls           | Blancs et nuls             | 921          | 1,00         |        |
| Exprimés                 | Exprimés                   | 90 856       | 99,00        |        |

## Résultats par arrondissement

### Arrondissement de Ganat
| Candidat       | Candidat        | Parti              | Premier tour, | Premier tour, |
| Candidat       | Candidat        | Parti              | Voix          | %             |
| -------------- | --------------- | ------------------ | ------------- | ------------- |
|                | Émile Bonnaud   | Républicain modéré | 9 404         | 55,19         |
|                | Joseph Bonneton | Bonapartiste       | 7 427         | 43,59         |
|                | Autres          |                    | 209           | 1,22          |
|                |                 |                    |               |               |
| Inscrits       | Inscrits        | Inscrits           | 20 373        | 100,00        |
| Votants        | Votants         | Votants            | 17 180        | 84,33         |
| Abstention     | Abstention      | Abstention         | 3 333         | 16,39         |
| Blancs et nuls | Blancs et nuls  | Blancs et nuls     | 140           | 0,81          |
| Exprimés       | Exprimés        | Exprimés           | 17 040        | 99,19         |

### Arrondissement de La Palisse
| Candidat       | Candidat            | Parti              | Premier tour | Premier tour |
| Candidat       | Candidat            | Parti              | Voix         | %            |
| -------------- | ------------------- | ------------------ | ------------ | ------------ |
|                | Victor André Cornil | Républicain modéré | 11 884       | 59,64        |
|                | Antony Martinet     | Légitimiste        | 8 035        | 40,32        |
|                | Autres              |                    | 8            | 0,04         |
|                |                     |                    |              |              |
| Inscrits       | Inscrits            | Inscrits           | 24 935       | 100,00       |
| Votants        | Votants             | Votants            | 20 125       | 80,71        |
| Abstention     | Abstention          | Abstention         | 4 810        | 19,29        |
| Blancs et nuls | Blancs et nuls      | Blancs et nuls     | 198          | 0,98         |
| Exprimés       | Exprimés            | Exprimés           | 1 927        | 99,02        |

### Arrondissement de Montluçon

#### 1recirconscription
| Candidat       | Candidat           | Parti              | Premier tour, | Premier tour, |
| Candidat       | Candidat           | Parti              | Voix          | %             |
| -------------- | ------------------ | ------------------ | ------------- | ------------- |
|                | Joseph Chantemille | Républicain modéré | 9 200         | 60,25         |
|                | Stéphane Mony      | Bonapartiste       | 5 929         | 38,96         |
|                | Autres             |                    | 88            | 0,58          |
|                |                    |                    |               |               |
| Inscrits       | Inscrits           | Inscrits           | 17 775        | 100,00        |
| Votants        | Votants            | Votants            | 15 325        | 86,22         |
| Abstention     | Abstention         | Abstention         | 2 450         | 13,78         |
| Blancs et nuls | Blancs et nuls     | Blancs et nuls     | 108           | 0,70          |
| Exprimés       | Exprimés           | Exprimés           | 15 217        | 99,30         |

#### 2ecirconscription
| Candidat       | Candidat                 | Parti                    | Premier tour, | Premier tour, |
| Candidat       | Candidat                 | Parti                    | Voix          | %             |
| -------------- | ------------------------ | ------------------------ | ------------- | ------------- |
|                | Jean-Baptiste Defoulenay | Républicain conservateur | 8 108         | 58,80         |
|                | Jacques Alexandre Duchet | Bonapartiste             | 5 529         | 40,10         |
|                | Autres                   |                          | 151           | 1,10          |
|                |                          |                          |               |               |
| Inscrits       | Inscrits                 | Inscrits                 | 16 170        | 100,00        |
| Votants        | Votants                  | Votants                  | 13 869        | 85,77         |
| Abstention     | Abstention               | Abstention               | 2 301         | 14,23         |
| Blancs et nuls | Blancs et nuls           | Blancs et nuls           | 81            | 0,58          |
| Exprimés       | Exprimés                 | Exprimés                 | 13 788        | 99,42         |

### Arrondissement de Moulins

#### 1recirconscription
| Candidat       | Candidat        | Parti               | Premier tour, | Premier tour, |
| Candidat       | Candidat        | Parti               | Voix          | %             |
| -------------- | --------------- | ------------------- | ------------- | ------------- |
|                | Louis Laussedat | Républicain radical | 5 641         | 55,36         |
|                | De Tracy        | Légitimiste         | 4 548         | 44,64         |
|                |                 |                     |               |               |
| Inscrits       | Inscrits        | Inscrits            | 12 752        | 100,00        |
| Votants        | Votants         | Votants             | 10 249        | 80,37         |
| Abstention     | Abstention      | Abstention          | 2 503         | 19,63         |
| Blancs et nuls | Blancs et nuls  | Blancs et nuls      | 60            | 0,59          |
| Exprimés       | Exprimés        | Exprimés            | 10 189        | 99,41         |

#### 2ecirconscription
| Candidat       | Candidat           | Parti                    | Premier tour, | Premier tour, |
| Candidat       | Candidat           | Parti                    | Voix          | %             |
| -------------- | ------------------ | ------------------------ | ------------- | ------------- |
|                | Sosthène Patissier | Républicain conservateur | 9 135         | 60,31         |
|                | Max Thomas         | Légitimiste              | 5 884         | 38,88         |
|                | Autres             |                          | 127           | 0,84          |
|                |                    |                          |               |               |
| Inscrits       | Inscrits           | Inscrits                 | 18 754        | 100,00        |
| Votants        | Votants            | Votants                  | 15 259        | 81,36         |
| Abstention     | Abstention         | Abstention               | 5 475         | 18,64         |
| Blancs et nuls | Blancs et nuls     | Blancs et nuls           | 113           | 0,74          |
| Exprimés       | Exprimés           | Exprimés                 | 15 146        | 99,26         |